# Categoría Primera A 2020
Die Categoría Primera A 2020, nach einem Sponsor BetPlay genannt, war eine wegen der Covid-19-Pandemie im geänderten Modus bestehende Spielzeit der höchsten kolumbianischen Spielklasse im Fußball der Herren, die von der División Mayor del Fútbol Profesional Colombiano (DIMAYOR) ausgerichtet wurde. Der Wettbewerb war die 91. Austragung der kolumbianischen Meisterschaft.
Die Saison begann am 23. Januar und endete am 29. Dezember 2020. Vom 13. März bis 12. September fanden wegen der Covid-19-Pandemie keine Spiele statt. So entschied sich der Verband, nur eine Serie mit anschließenden Play-offs auszuspielen.
Die Aufsteiger waren Deportivo Pereira aus Pereira und Boyacá Chicó FC aus Tunja.
Meister wurde América de Cali, das sich im Hinspiel mit 3:0 und 0:2 gegen Independiente Santa Fe durchsetzte und seinen 15. Meistertitel holte.
Aus der ersten Liga stieg Cúcuta Deportivo ab, das sich im Liquidationsprozess befand.

## Modus
Ursprünglich war der Modus wie in den Jahren zuvor geplant. Demnach gibt es für jede der zwei Serien den Meister der Apertura und den Meister der Clausura. Aufgrund der Saisonunterbrechung am 12. März entschied sich der Verband den Modus zu ändern. Es wurde nur eine Serie gespielt, in der sich die besten acht Teams für die Play-off-Meisterschaftsrunde qualifizierten. Die übrigen zwölf Teams spielten in drei Vierergruppen und die vier Halbfinalisten (Gruppensieger und der beste Gruppenzweite) ermittelten das Team, das in einem K.-o.-Spiel gegen den Letzten der Meisterschaftsrunde der Copa Sudamericana spielte.
Der Gewinner der Serie und der Meister der Play-off-Spiele um die Meisterschaft waren automatisch für die Copa-Libertadores-Gruppenphase qualifiziert. Die zwei weiteren Plätze für die Copa Libertadores wurden über die Gesamttabelle der Serie und der Meisterschafts-Play-off-Spiele vergeben. Drei der vier Teilnehmer an der Copa Sudamericana wurden nach demselben Schema ermittelt wie der dritte und vierte Copa Libertadores-Teilnehmer: Die Vereine, die in der Gesamtwertung hinter den Copa Libertadores-Teilnehmern standen, waren qualifiziert. Der in der Gesamttabelle Achtplatzierte spielte mit dem Sieger der Liguilla-Teilnehmer in einem K.-o-Spiel den verbleibenden vierten Startplatz für die Copa Sudamericana aus. Die Abstiegsregelung in die Categoría Primera B wird durch eine gesonderte Abstiegstabelle bestimmt, die aus dem Durchschnitt der vergangenen drei Spielzeiten ermittelt wird. Durch die Unterbrechung der Spielzeit und das damit einhergehende reduzierte Ligaformat wurde die Ab- bzw. Aufstiegsregelung ausgesetzt. Cúcuta wurde die Lizenz wegen finanzieller Probleme entzogen.

## Teilnehmer
Die folgenden Vereine nahmen an der Spielzeit 2020 teil.
| Mannschaft | Stadt           | Departamento               | Stadion                        |
| --- | --------------- | -------------------------- | ------------------------------ |
| Alianza Petrolera | Barrancabermeja | Santander                  | Villa Zapata                   |
| América de Cali | Cali            | Valle del Cauca            | Pascual Guerrero               |
| Atlético Bucaramanga | Bucaramanga     | Santander                  | Alfonso López                  |
| Atlético Nacional | Medellín        | Antioquia                  | Atanasio Girardot              |
| Boyacá Chicó FC | Tunja           | Boyacá                     | La Independencia               |
| Cúcuta Deportivo | Cúcuta Armenia  | Norte de Santander Quindío | General Santander Centenario 1 |
| Deportes Tolima | Ibagué          | Tolima                     | Murillo Toro                   |
| Deportivo Cali | Cali/Palmira 2  | Valle del Cauca            | Deportivo Cali                 |
| Deportivo Pasto | Pasto           | Nariño                     | Departamental Libertad         |
| Deportivo Pereira | Pereira         | Risaralda                  | Hernán Ramírez Villegas        |
| Envigado FC | Envigado        | Antioquia                  | Polideportivo Sur              |
| Independiente Medellín | Medellín        | Antioquia                  | Atanasio Girardot              |
| Independiente Santa Fe | Bogotá          | Bogotá D.C.                | El Campín                      |
| Jaguares de Córdoba | Montería        | Córdoba                    | Jaraguay                       |
| Junior | Barranquilla    | Atlántico                  | Metropolitano                  |
| La Equidad | Bogotá          | Bogotá D.C.                | Techo                          |
| Millonarios | Bogotá          | Bogotá D.C.                | El Campín                      |
| Once Caldas | Manizales       | Caldas                     | Palogrande                     |
| Patriotas | Tunja           | Boyacá                     | La Independencia               |
| Rionegro Águilas | Rionegro        | Antioquia                  | Alberto Grisales               |
| 1 Cúcuta Deportivo trug ab September seine Spiele in Armenia aus.2 Deportivo Cali hat seinen Sitz in Cali, das Estadio Deportivo Cali liegt aber in der Nachbargemeinde Palmira. |                 |                            |                                |

## Erste Phase

### Ligaphase

#### Tabelle
| Pl.                       | Verein                     | Sp. | S  | U  | N  | Tore    | Diff. | Punkte |
| ------------------------- | -------------------------- | --- | -- | -- | -- | ------- | ----- | ------ |
| 1.                        | Independiente Santa Fe     | 20  | 11 | 7  | 2  | 034:170 | +17   | 40     |
| 2.                        | Deportes Tolima            | 20  | 10 | 7  | 3  | 030:140 | +16   | 37     |
| 3.                        | Atlético Nacional          | 20  | 10 | 5  | 5  | 039:310 | +8    | 35     |
| 4.                        | Deportivo Cali             | 20  | 8  | 10 | 2  | 032:230 | +9    | 34     |
| 5.                        | Deportivo Pasto            | 20  | 9  | 7  | 4  | 027:190 | +8    | 34     |
| 6.                        | Junior                     | 20  | 8  | 9  | 3  | 027:170 | +10   | 33     |
| 7.                        | América de Cali (M)        | 20  | 9  | 6  | 5  | 031:220 | +9    | 33     |
| 8.                        | La Equidad                 | 20  | 9  | 5  | 6  | 030:230 | +7    | 32     |
| 9.                        | Rionegro Águilas           | 20  | 8  | 7  | 5  | 027:210 | +6    | 31     |
| 10.                       | Millonarios FC             | 20  | 7  | 9  | 4  | 029:210 | +8    | 30     |
| 11.                       | Once Caldas                | 20  | 6  | 11 | 3  | 023:200 | +3    | 29     |
| 12.                       | Envigado FC                | 20  | 5  | 8  | 7  | 022:250 | −3    | 23     |
| 13.                       | Atlético Bucaramanga       | 20  | 5  | 6  | 9  | 016:260 | −10   | 21     |
| 14.                       | Independiente Medellín (P) | 20  | 5  | 5  | 10 | 022:280 | −6    | 20     |
| 15.                       | Alianza Petrolera          | 20  | 5  | 4  | 11 | 022:350 | −13   | 19     |
| 16.                       | Deportivo Pereira (N)      | 20  | 4  | 6  | 10 | 017:240 | −7    | 18     |
| 17.                       | Jaguares de Córdoba        | 20  | 3  | 8  | 9  | 021:300 | −9    | 17     |
| 18.                       | Patriotas Boyacá           | 20  | 3  | 8  | 9  | 010:210 | −11   | 17     |
| 19.                       | Boyacá Chicó FC (N)        | 20  | 4  | 3  | 13 | 013:330 | −20   | 15     |
| 20.                       | Cúcuta Deportivo           | 20  | 3  | 5  | 12 | 018:380 | −20   | 14     |
| Stand: Ende der Ligaphase |                            |     |    |    |    |         |       |        |

| (M) | Meister Finalización 2019: América de Cali                                      |
| (P) | Pokalsieger 2019: Independiente Medellín                                        |
| (N) | Aufsteiger aus der Categoría Primera B 2019: Deportivo Pereira, Boyacá Chicó FC |

## Finalrunde

### Turnierplan
|  | Viertelfinale     | Viertelfinale | Viertelfinale |   |                 | Halbfinale | Halbfinale | Halbfinale |  |                 | Finale | Finale | Finale |
|  |                   |               |               |   |                 |            |            |            |  |                 |        |        |        |
|  | América de Cali   | 1             | 3             |   |                 |            |            |            |  |                 |        |        |        |
|  | Atlético Nacional | 2             | 0             |   |                 |            |            |            |  |                 |        |        |        |
|  | Atlético Nacional | 2             | 0             |   | América de Cali | 0          | 2          |            |  |                 |        |        |        |
|  |                   |               |               |   | América de Cali | 0          | 2          |            |  |                 |        |        |        |
|  |                   | Junior        | 0             | 1 |                 |            |            |            |  |                 |        |        |        |
|  | Junior            | Junior        | 0             | 1 | 1               | 1          |            |            |  |                 |        |        |        |
|  | Junior            |               |               |   | 1               | 1          |            |            |  |                 |        |        |        |
|  | Deportes Tolima   | 0             | 0             |   |                 |            |            |            |  |                 |        |        |        |
|  | Deportes Tolima   | 0             | 0             |   |                 |            |            |            |  | América de Cali | 3      | 0      |        |
|  |                   |               |               |   |                 |            |            |            |  | América de Cali | 3      | 0      |        |
|  |                   | Santa Fe      | 0             | 2 |                 |            |            |            |  |                 |        |        |        |
|  | La Equidad        | Santa Fe      | 0             | 2 | 1               | 1          |            |            |  |                 |        |        |        |
|  | La Equidad        |               |               |   | 1               | 1          |            |            |  |                 |        |        |        |
|  | Deportivo Cali    | 1             | 0             |   |                 |            |            |            |  |                 |        |        |        |
|  | Deportivo Cali    | 1             | 0             |   | La Equidad      | 1          | 1          |            |  |                 |        |        |        |
|  |                   |               |               |   | La Equidad      | 1          | 1          |            |  |                 |        |        |        |
|  |                   | Santa Fe      | 1             | 2 |                 |            |            |            |  |                 |        |        |        |
|  | Deportivo Pasto   | Santa Fe      | 1             | 2 | 1               | 0          |            |            |  |                 |        |        |        |
|  | Deportivo Pasto   |               |               |   | 1               | 0          |            |            |  |                 |        |        |        |
|  | Santa Fe          | 0             | 2             |   |                 |            |            |            |  |                 |        |        |        |

### Viertelfinale
|                 | Gesamt |                   | Hinspiel | Rückspiel |
| --------------- | ------ | ----------------- | -------- | --------- |
| América de Cali | 4:2    | Atlético Nacional | 1:2      | 3:0       |
| Junior          | 2:0    | Deportes Tolima   | 1:0      | 1:0       |
| La Equidad      | 2:1    | Deportivo Cali    | 1:1      | 1:0       |
| Deportivo Pasto | 1:2    | Santa Fe          | 1:0      | 0:2       |

### Halbfinale
|                 | Gesamt |          | Hinspiel | Rückspiel |
| --------------- | ------ | -------- | -------- | --------- |
| América de Cali | 2:1    | Junior   | 0:0      | 2:1       |
| La Equidad      | 2:3    | Santa Fe | 1:1      | 1:2       |

### Finale
|                 | Gesamt |          | Hinspiel | Rückspiel |
| --------------- | ------ | -------- | -------- | --------- |
| América de Cali | 3:2    | Santa Fe | 3:0      | 0:2       |

## Trostrunde
Die zwölf Teams, die sich nicht für die Finalrunde qualifizieren konnten, spielen den Teilnehmer am Playoff-Spiel zur Qualifikation der Copa Sudamericana 2021 aus. Die Teams spielen in drei Gruppen mit je 4 Teams, wobei der Gruppensieger sowie der beste Gruppenzweite ins Halbfinale einziehen. Diese spielen dann im K.-o.-System den Playoff-Teilnehmer gegen den Achten der Gesamttabelle aus.
Aufgrund der Insolvenz von Cúcuta Deportivo entschied der Verband Dimayor, den Klub vom Wettbewerb auszuschließen. Gruppe C spielte daher nur mit drei Mannschaften.

### Gruppe A
| Pl. | Verein                 | Sp. | S | U | N | Tore    | Diff. | Punkte |
| --- | ---------------------- | --- | - | - | - | ------- | ----- | ------ |
| 1.  | Deportivo Pereira      | 3   | 2 | 1 | 0 | 005:300 | +2    | 07     |
| 2.  | Rionegro Águilas       | 3   | 1 | 2 | 0 | 005:400 | +1    | 05     |
| 3.  | Independiente Medellín | 3   | 1 | 0 | 2 | 005:400 | +1    | 03     |
| 4.  | Envigado FC            | 3   | 0 | 1 | 2 | 001:500 | −4    | 01     |

### Gruppe B
| Pl. | Verein           | Sp. | S | U | N | Tore    | Diff. | Punkte |
| --- | ---------------- | --- | - | - | - | ------- | ----- | ------ |
| 1.  | Millonarios FC   | 3   | 3 | 0 | 0 | 010:400 | +6    | 09     |
| 2.  | Once Caldas      | 3   | 2 | 0 | 1 | 005:500 | ±0    | 06     |
| 3.  | Patriotas Boyacá | 3   | 1 | 0 | 2 | 005:600 | −1    | 03     |
| 4.  | Boyacá Chicó FC  | 3   | 0 | 0 | 3 | 001:600 | −5    | 0      |

### Gruppe C
| Pl. | Verein               | Sp. | S | U | N | Tore    | Diff. | Punkte |
| --- | -------------------- | --- | - | - | - | ------- | ----- | ------ |
| 1.  | Atlético Bucaramanga | 2   | 1 | 1 | 0 | 003:200 | +1    | 04     |
| 2.  | Jaguares de Córdoba  | 2   | 0 | 2 | 0 | 002:200 | ±0    | 02     |
| 3.  | Patriotas Boyacá     | 2   | 0 | 1 | 1 | 004:500 | −1    | 01     |

Tabelle der Gruppenzweiten
| Pl. | Verein              | Sp. | S | U | N | Tore    | Diff. | Punkte |
| --- | ------------------- | --- | - | - | - | ------- | ----- | ------ |
| 1.  | Once Caldas         | 3   | 2 | 0 | 1 | 005:500 | ±0    | 06     |
| 2.  | Rionegro Águilas    | 3   | 1 | 2 | 0 | 005:400 | +1    | 05     |
| 3.  | Jaguares de Córdoba | 2   | 0 | 2 | 0 | 002:200 | ±0    | 02     |

### Halbfinale
| Datum             |                   | Ergebnis              |                      | Ort                                       |
| ----------------- | ----------------- | --------------------- | -------------------- | ----------------------------------------- |
| 16. Dezember 2020 | Deportivo Pereira | 1:1 (1:1) (3:2 i. E.) | Atlético Bucaramanga | Pereira (Estadio Hernán Ramírez Villegas) |
| 17. Dezember 2020 | Millonarios FC    | 0:0 (7:6 i. E.)       | Once Caldas          | Bogotá (Estadio Nemesio Camacho)          |

### Finale
| Datum             |                | Ergebnis  |                   | Ort                              |
| ----------------- | -------------- | --------- | ----------------- | -------------------------------- |
| 22. Dezember 2020 | Millonarios FC | 1:0 (1:0) | Deportivo Pereira | Bogotá (Estadio Nemesio Camacho) |

Damit qualifiziert sich Millonarios FC für das Playoff-Spiel gegen den Achtplatzierten der Gesamttabelle, die sich aus der Summe der Ligaphase und der Finalrunde errechnet. Die Trostrunde geht nicht in die Wertung ein.

## Gesamttabelle
| Pl.                        | Verein                     | Sp. | S  | U  | N  | Tore    | Diff. | Punkte |
| -------------------------- | -------------------------- | --- | -- | -- | -- | ------- | ----- | ------ |
| 1.                         | Independiente Santa Fe     | 26  | 14 | 8  | 4  | 041:230 | +18   | 50     |
| 2.                         | América de Cali (M)        | 26  | 12 | 7  | 7  | 040:270 | +13   | 43     |
| 3.                         | Atlético Junior            | 24  | 10 | 10 | 4  | 030:190 | +11   | 40     |
| 4.                         | Atlético Nacional          | 22  | 11 | 5  | 6  | 041:350 | +6    | 38     |
| 5.                         | Deportes Tolima            | 22  | 10 | 7  | 5  | 030:180 | +12   | 37     |
| 6.                         | La Equidad                 | 24  | 10 | 7  | 7  | 034:270 | +7    | 37     |
| 7.                         | Deportivo Pasto            | 22  | 10 | 7  | 5  | 028:210 | +7    | 37     |
| 8.                         | Deportivo Cali             | 22  | 8  | 11 | 3  | 033:250 | +8    | 35     |
| 9.                         | Rionegro Águilas           | 20  | 8  | 7  | 5  | 027:210 | +6    | 31     |
| 10.                        | Millonarios FC             | 20  | 7  | 9  | 4  | 029:210 | +8    | 30     |
| 11.                        | Once Caldas                | 20  | 6  | 11 | 3  | 023:200 | +3    | 29     |
| 12.                        | Envigado FC                | 20  | 5  | 8  | 7  | 022:250 | −3    | 23     |
| 13.                        | Atlético Bucaramanga       | 20  | 5  | 6  | 9  | 016:260 | −10   | 21     |
| 14.                        | Independiente Medellín (P) | 20  | 5  | 5  | 10 | 022:280 | −6    | 20     |
| 15.                        | Alianza Petrolera          | 20  | 5  | 4  | 11 | 022:350 | −13   | 19     |
| 16.                        | Deportivo Pereira (N)      | 20  | 4  | 6  | 10 | 017:240 | −7    | 18     |
| 17.                        | Jaguares de Córdoba        | 20  | 3  | 8  | 9  | 021:300 | −9    | 17     |
| 18.                        | Patriotas Boyacá           | 20  | 3  | 8  | 9  | 010:210 | −11   | 17     |
| 19.                        | Boyacá Chicó FC (N)        | 20  | 4  | 3  | 13 | 013:330 | −20   | 15     |
| 20.                        | Cúcuta Deportivo           | 20  | 3  | 5  | 12 | 018:380 | −20   | 14     |
| Stand: Ende der Finalrunde |                            |     |    |    |    |         |       |        |

### Copa Sudamericana Playoff-Spiel
| Datum      |                | Ergebnis        |                | Ort                              |
| ---------- | -------------- | --------------- | -------------- | -------------------------------- |
| 29.12.2020 | Deportivo Cali | 0:0 (4:3 i. E.) | Millonarios FC | Palmira (Estadio Deportivo Cali) |

Damit geht der achte und letzte internationale Startplatz an Deportivo Cali, das an der Copa Sudamericana 2021 teilnimmt.

## Torschützenliste
Stand: Saisonende
| Rang | Spieler            | Klub                 | Tore |
| ---- | ------------------ | -------------------- | ---- |
| 1    | Miguel Borja       | Atlético Junior      | 14   |
| 2    | Jáder Obrian       | Rionegro Águilas     | 13   |
| 3    | Cristian Arango    | Millonarios FC       | 10   |
|      | Matías Mier        | La Equidad           | 10   |
|      | Agustín Palavecino | Deportivo Cali       | 10   |
| 6    | Jefferson Duque    | Atlético Nacional    | 9    |
|      | Diego Herazo       | Atlético Bucaramanga | 9    |
|      | Adrián Ramos       | América de Cali      | 9    |

## Mannschaft des Jahres
| Mannschaft des Jahres | Mannschaft des Jahres          | Mannschaft des Jahres          | Mannschaft des Jahres          | Mannschaft des Jahres               | Mannschaft des Jahres               | Mannschaft des Jahres               | Mannschaft des Jahres              | Mannschaft des Jahres              | Mannschaft des Jahres              | Mannschaft des Jahres           | Mannschaft des Jahres           | Mannschaft des Jahres           |
| --------------------- | ------------------------------ | ------------------------------ | ------------------------------ | ----------------------------------- | ----------------------------------- | ----------------------------------- | ---------------------------------- | ---------------------------------- | ---------------------------------- | ------------------------------- | ------------------------------- | ------------------------------- |
| Torwart               | Sebastián Viera (Junior)       | Sebastián Viera (Junior)       | Sebastián Viera (Junior)       | Sebastián Viera (Junior)            | Sebastián Viera (Junior)            | Sebastián Viera (Junior)            | Sebastián Viera (Junior)           | Sebastián Viera (Junior)           | Sebastián Viera (Junior)           | Sebastián Viera (Junior)        | Sebastián Viera (Junior)        | Sebastián Viera (Junior)        |
| Verteidigung          | Walmer Pacheco (La Equidad)    | Walmer Pacheco (La Equidad)    | Walmer Pacheco (La Equidad)    | Walmer Pacheco (La Equidad)         | Jeison Palacios (Santa Fe)          | Jeison Palacios (Santa Fe)          | Jeison Palacios (Santa Fe)         | Jeison Palacios (Santa Fe)         | Edwin Velasco (América de Cali)    | Edwin Velasco (América de Cali) | Edwin Velasco (América de Cali) | Edwin Velasco (América de Cali) |
| Mittelfeld            | Fabián Sambueza (Santa Fe)     | Fabián Sambueza (Santa Fe)     | Fabián Sambueza (Santa Fe)     | Agustín Palavecino (Deportivo Cali) | Agustín Palavecino (Deportivo Cali) | Agustín Palavecino (Deportivo Cali) | Andrés Andrade (Atlético Nacional) | Andrés Andrade (Atlético Nacional) | Andrés Andrade (Atlético Nacional) | Matías Mier (La Equidad)        | Matías Mier (La Equidad)        | Matías Mier (La Equidad)        |
| Sturm                 | Adrián Ramos (América de Cali) | Adrián Ramos (América de Cali) | Adrián Ramos (América de Cali) | Adrián Ramos (América de Cali)      | Duván Vergara (América de Cali)     | Duván Vergara (América de Cali)     | Duván Vergara (América de Cali)    | Duván Vergara (América de Cali)    | Miguel Borja (Junior)              | Miguel Borja (Junior)           | Miguel Borja (Junior)           | Miguel Borja (Junior)           |